# Nicolas de Harlay de Sancy

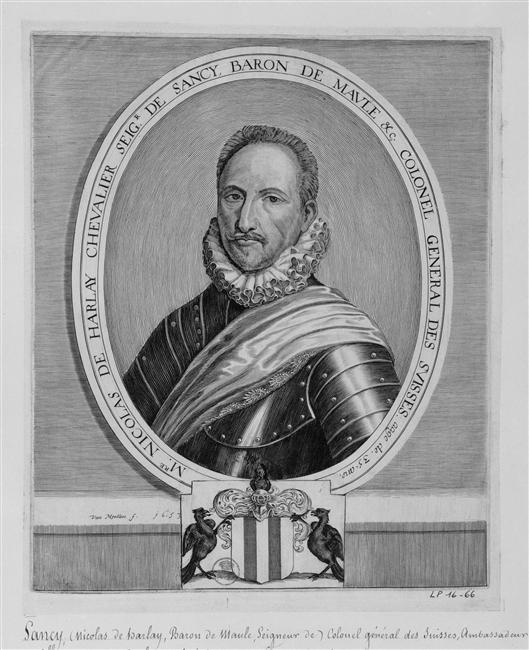
Porträt von Nicolas de Harlay, Chevalier, Seigneur de Sancy, Baron de Maule, Colonel général des Suisses, Anonym

Nicolas de Harlay de Sancy (* 1546; † 17. Oktober 1629 in Paris) war ein französischer Politiker und Diplomat während der Regierungszeit der Könige Karl IX., Heinrich III. und Heinrich IV. Er war Chevalier, Baron de Maule (1602) und Seigneur de Sancy et de Grosbois.

## Leben
Nicolas Harlay de Sancy war der Sohn von Robert de Harlay de Sancy, Conseiller au Parlement de Paris, und Jacqueline de Morainvillier(s), und somit ein Vetter von Achille (I.) de Harlay, der von 1582 bis 1611 Erster Präsident des Parlements von Paris war. Er gehörte damit dem protestantischen Zweig der Familie Harlay an, nahm aber während des Massakers an den Hugenotten in der Bartholomäusnacht (August 1572) den katholischen Glauben an.
Unter Karl IX. wurde er Conseiller im Parlement de Paris, dann Maitre des requêtes (1573). Heinrich III. setzte ihn zudem als Botschafter (1575–1585) in Deutschland und England ein. Im Jahr 1589 beschaffte er in Genf und Bern ausreichende Summen, um ein Söldnerheer für Heinrich III. aufzustellen, teils durch den Verkauf von Juwelen oder deren Einsatz als Sicherheit (er besaß den Sancy-Diamant und den kleineren Beau Sancy, die nun beide ohne Erfolg dem Herzog von Mantua zum Kauf anbot), teils indem er die Schweizer zu der Annahme verleitete, die Truppen seien für einen ernsthaften Krieg gegen Savoyen bestimmt. Mit diesem von ihm kommandierten Heer besetzte die Stadt Genf 1589/90 die savoyische Herrschaft Gex und behielt sie auch nach dem Ende des Krieges mit Savoyen in ihrem Besitz. 1601 trat Savoyen Gex im Vertrag von Lyon an Frankreich ab, das nun die Stadt Genf dazu zwang, sich aus dem Gebiet zurückzuziehen – der reformierte Glauben wurde danach von Frankreich bekämpft und schließlich ganz unterdrückt.
Die Karriere von Nicolas de Harlay nahm erst mit dem Tod Heinrichs III. unter dessen Nachfolger Heinrich IV. Fahrt auf. Er wurde Premier Maître d’Hôtel du Roi, Gouverneur von Chalon-sur-Saône und Lieutenant-général des Königs in Burgund. Heinrich IV. berief ihn 1594 in das Gremium, das nach dem Tod von François d’O (24. Oktober 1594) den Surintendant des Finances ersetzen sollte. im gleichen Jahr machte er ihn zum Surintendant des Bâtiments für den Louvre, den Tuilerienpalast und das Schloss Saint-Maur, 1599 auch für Schloss Saint-Germain-en-Laye.
1596 brach er mit Guillaume du Vair und dem Marschall Bouillon zu einer Reise nach England auf, um ein Bündnis gegen Spanien zu schmieden, das Calais belagerte. Im gleichen Jahr übernahm er als Colonel général das Kommando über die Hundertschweizer.
1597 löste Heinrich IV. den Finanzrat wieder auf und setzte mit Maximilien de Béthune wieder einen Surintendant ein. Im gleichen Jahr, am 10. Mai 1597, konvertierte er bei den Jesuiten von Paris erneut zum Katholizismus, stand er doch wegen seiner Konversion(en) in der Kritik, da ihm Kalkül und mangelnder Glaube unterstellt wurde; insbesondere Théodore Agrippa d’Aubigné verfasste zahlreiche Pamphlete gegen ihn, darunter vor allem die Parodie La Confession catholique du sieur de Sancy, die erst 1660 in Köln gedruckt wurde und erst 1693 in Paris.
Doch sein Einfluss am Hof schwand nun zusehends. 1602 wurde er als Surintendant des Bâtiments abgelöst und nur noch als Colonel general der Hundertschweizer bestätigt. 1604 wurde er zum Ritter im Orden vom Heiligen Geist nominiert, doch kam die Aufnahme nicht mehr zustande, nachdem er sich 1605 ins Privatleben zurückgezogen hatte. Etwa zu dieser Zeit ließ er durch seinen Bruder Bruder Robert de Harlay, Baron de Monglat, und seinen Cousin Christophe de Harlay, Comte de Beaumont, den französische Botschafter in London, über Robert Cecil, 1. Earl of Salisbury den Verkauf des Sancy-Diamanten an den englischen König Jakob I. vornehmen. Der Verkaufspreis betrug 60.000 Écu, der Diamant wird im Jahr 1605 erstmals im Juweleninventar des Tower of London geführt. Den kleineren Beau Sancy verkaufte er im Jahr 1604 für 75.000 Livres (25.000 Écu) an Heinrich IV., der ihn seiner Frau Maria de’ Medici schenkte, der Stein wurde bei ihr inventarisiert.

## Ehe und Familie
Nicolas de Harlay heiratete am 15. Februar 1575 Marie Moreau (* um 1555; † 27. März 1629), Tochter von Raoul Moreau, Trésorier de l’Épargne, Seigneur châtelain d’Auteuil, Le Tremblay, Grosbois, und Jacqueline Fournier. Ihre Kinder waren:
- Jacques (alias Gaspard) († jung)
- Nicolas (X 1601 bei der Belagerung von Ostende), Baron de Maule et de Sancy
- Achille (* 1581; † 20. November 1646), Abt von Saint-Benoît-sur-Loire, de Villeloin et de Sainte-Marie du Chasteliers, als Bischof von Lavaur nominiert, gab den geistlichen Stand nach dem Tod seines Bruders auf, 1611–1620 Gesandter im Osmanischen Reich, trat wieder in den geistlichen Stand ein, 1631 Bischof von Saint-Malo
- Henri († 1667), Baron de Maule, Seigneur de Pallemort et de Sancy, Mestre de camp d’infanterie, Capitaine de Cavalerie, 1627 geistlich
- François († jung)
- Charlotte († 1655), 1605 geistlich bei den Karmeliten in Paris; ⚭ 17. Dezember 1596 Pierre, Sire de Bréauté, Vicomte de Hotot (* 1581, † 5. Februar 1600 bei ’s-Hertogenbosch)
- Jacqueline (* um 1577; † 15. März 1618 in Lyon); ⚭ 11. Februar 1596 Charles de Neufville (* um 1566; † 18. Januar 1642 in Lyon), Marquis de Villeroi, Baron de Bury, Seigneur d’Alincourt et de Magny, Secrétaire d’État
- Catherine (getauft 7. November 1595); ⚭ Louis de Moy, Seigneur de La Mailleraye, de Cocherel et de Muzy-en-France († 2. November 1637 in Betteville-en-Auge), 1633 Ritter im Orden vom Heiligen Geist, Lieutenant du Roi en Normandie, Gouverneur du Vieux-Palais de Rouen, de Honfleur et de Pont-l’Évêque, Bailli de Caux

Nicolas de Harlay starb am 17. Oktober 1629 in Paris im Alter von 83 Jahren. Er wurde neben seiner ein halbes Jahr zuvor gestorbenen Frau in der Kirche Saint-Nicolas-des-Champs in Paris bzw. in der Kirche der Pères de l’Oratoire in Paris bestattet.